# 柔佛半鱨
柔佛半鱨，為輻鰭魚綱鯰形目鱨科的其中一種，為熱帶淡水魚類，分布於亞洲馬來半島及蘇門答臘淡水流域，棲息在底層水域，生活習性不明。

## 扩展阅读
維基物種上的相關：柔佛半鱨